# 方枝树科
方枝树科只有1属约10种，分布在非洲西部和南部。
本科植物为小乔木或灌木；茎方形，分枝繁多；单叶对生；花的花瓣4-5；果实为核果。